# Marquesado de Puebla de Cazalla
El marquesado de Puebla de Cazalla es un título nobiliario español creado por el rey Juan Carlos I de España el 7 de octubre de 1994 a favor de Javier Benjumea Puigcerver (1915-2001), fundador de la empresa de ingeniería Abengoa, en reconocimiento a su dedicación al mundo empresarial y mecenas del fomento del saber y la cultura. Con anterioridad se le había concedido el grado de caballero de gran-cruz civil de la Pontificia Orden Ecuestre de San Gregorio Magno del Vaticano o de la Santa Sede.

## Denominación
Su nombre se refiere al municipio andaluz de La Puebla de Cazalla, en la provincia de Sevilla.

## Marqueses de Puebla de Cazalla
|                            | Titular                    | Periodo                    |
| Creación por Juan Carlos I | Creación por Juan Carlos I | Creación por Juan Carlos I |
| -------------------------- | -------------------------- | -------------------------- |
| I                          | Javier Benjumea Puigcerver | 1994-2001                  |
| II                         | Javier Benjumea Llorente   | 2002-actual titular        |

## Historia de los marqueses de Puebla de Cazalla
- Javier Benjumea Puigcerver (1915-2001), I marqués de Puebla de Cazalla.

1. Casó con Julia Llorente Zauzola. Le sucedió su hijo:

- Javier Benjumea Llorente, II marqués de Puebla de Cazalla.

1. Casó con Mónica Serra Goizueta.